# Скейлз, Роберт, 1-й барон Скейлз
Роберт Скейлз (англ. Robert Scales; умер в 1304 году) — английский аристократ, 1-й барон Скейлз. Участник походов короля Эдуарда I.

## Биография
Роберт Скейлз принадлежал к старинной землевладельческой семье и был сыном Роберта Скейлза и его жены Изабель. Ему принадлежал ряд поместий в Линкольншире, Кембриджшире, Норфолке, Саффолке, Хартфордшире и Глостершире. Скейлз участвовал в первом походе Эдуарда I в Уэльс в 1277 году (под началом Генри де Ласи, 3-го графа Линкольна), служил королю в Гаскони в 1287 году и во Фландрии незадолго до 1298 года, в 1301 году участвовал в походе в Шотландию, против Уильяма Уоллеса. В 1299 году Эдуард вызвал Роберта в парламент, и это событие считается началом истории баронии Скейлз. Роберт умер в 1305 году.
Известно, что жену Роберта Скейлза звали Изабель. Она родила сына, тоже Роберта, ставшего после смерти отца 2-м бароном Скейлзом.